# Diisobutyl-ftalát
Diisobutyl-ftalát (DIBP) je lipofilní ester kyseliny ftalové, za běžných podmínek ve formě bezbarvé kapaliny.
DIBP se používá převážně jako levné změkčovadlo plastů, jako je PVC nebo nitrocelulóza. Má podobné vlastností jako dibutyl ftalát (DBP). Používá se také jako přísada laků na nehty, výbušnin nebo methylmethakrylátu.

## Regulace
V lednu 2010 byl Evropskou agenturou pro chemické látky zařazen na kandidátský seznam nebezpečných látek vzbuzujících mimořádné obavy pro autorizaci dle směrnice REACH.